# راي وارن
راي وارن (بالإنجليزية: Ray Warren)‏ هو معلق رياضي أسترالي، ولد في 11 يونيو 1943 في Junee ‏ في أستراليا.